# Синиша Илић
Синиша Илић (Београд, 1977) је српски ликовни уметник активан у пољу извођачких уметности.

## Биографија
Рођен је 1977. године у Београду. Дипломирао је сликарство на Факултету ликовних уметности Универзитета уметности у Београду. Излагао је на бројним самосталним и групним изложбама у Београду, Вршцу, Букурешту, Хелсинкију, Ријеци и другим. Аутор, учесник и извођач је бројних позоришних перформанса и перформансних пројеката у земљи и иностранству. Члан је и један од оснивача групе и часописа Теорија која хода. Члан је Удружења ликовних уметника Србије и Удружења ликовних уметника примењених уметности и дизајнера Србије. Излагао је на групним изложбама „41”, „43” и „44” у Октобарском салону 2000, 2002. и 2003, Петнаестој међународној изложби цртежа „Цртеж насупрот методи” у Модерној галерији и музеју савремене уметности у Ријеци 2001, Петом и Шестом међународном бијеналу младих уметника у Центру за савремену културу Конкордија у Вршцу 2002. и 2004, самосталној изложби у галерији МЕТА у Букурешту 2002, групној изложби „Концепт: слика = жуто: мачка” у Салону музеја савремене уметности у Београду 2003, групној изложби „20/21” у галерији „Звоно” у Београду, самосталној изложби „Слика, угриз” у Галерији савремене уметности у Панчеву и групној изложби у Музеју савремене уметности у Београду 2005. године. Излагао је и у галеријама у Лондону, Њујорку, Љубљани, Бечу, Загребу, Истанбулу и другим градовима. Један је од учесника пројекта „Измештање” који је представљао Србију на Прашком Квадријеналу 2011. године. Добитник је награде Златно перо на Међународном бијеналу илустрације 2001, награде фондације МЕТА из Букурешта 2002, награде за цртеж на „Шестом београдском Бијеналу цртежа и мале пластике” 2003. и награде за сценски дизајн на Петом бијеналу сценског дизајна 2004. године. Његов рад укључује цртеже, слике, инсталације и сценографије. Бави се проучавањем различитих друштвених појава и механизмима, истражујући облике рада, социјалних тензија и насиља. Аутор је десетак сценографија у Београду, Загребу, Пули, Сплиту и Крању.